# Evidensbaserad praktik
Evidensbaserad praktik (EBP) används som en övergripande term för evidensbaserad medicin, evidensbaserat socialt arbete, evidensbaserad omvårdnad, evidensbaserad psykoterapi med mera. Termen används istället för kunskapsbaserad praktik eftersom det senare saknar en tydlig definition.

## Vad det är
EBP definieras vanligen som en noggrann, öppet redovisad och omdömesgill användning av den för tillfället bästa evidensen för beslutsfattande om åtgärder (insatser, metoder) till enskilda personer.Utgångspunkten är en strävan efter att använda åtgärder som visat sig vara effektiva i vetenskapliga utvärderingar för att öka möjligheten att hjälpa. Eftersom den vetenskapliga kunskapen endast gäller åtgärders genomsnittliga effekter är det inte självklart att åtgärder fungerar lika för alla. Därför behövs även annan kunskap för beslutsfattandet i det enskilda fallet. Den vetenskapliga kunskapen blir därför en nödvändig men inte tillräcklig komponent för att kunna erbjuda den bästa hjälpen.
Konkret betyder det att kunskap om åtgärders effekter behöver kompletteras med information om personens unika förutsättningar och önskemål, med kontextuella möjliggörande och begränsande faktorer samt med den professionelles kompetens för att möjliggöra bästa hjälp. EBP har grafiskt beskrivits i form av fyra överlappande cirklar (Figur 1), där den professionella kompetensen integrerar de olika kunskapskällorna i dialog med den berörda personen (patienten, klienten, brukaren) och där beslutsgrunderna redovisas öppet (transparent).]Det är i skärningsfältet mellan dessa fyra informationskällor som den evidensbaserade praktiken finns. Det betyder också att en stor del av exempelvis socialtjänstens verksamhet inte handlar om evidensbaserade praktiker. Ett exempel där vetenskaplig information har en minimal betydelse är vid beslut om belopp och tidsram för ekonomiskt bistånd; det regleras av en riksnorm.

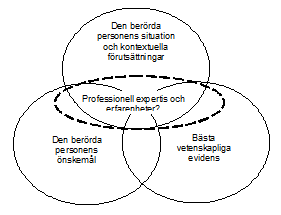
Kunskapskällor i en evidensbaserad praktik

I de fall där det finns en valmöjlighet är vetenskaplig kunskap om interventioners effekter en viktig utgångspunkt. Men även om det finns ett vetenskapligt stöd för en viss intervention är det inte självklart att den ska användas i det enskilda fallet. Ett läkemedel kanske inte kan användas på grund av att patienten är allergisk mot preparatet eller har fått biverkningar.

## Hur den används
I EBP väger personen egna önskemål tungt (såvida inte lagstiftningen säger annat). Det gäller särskilt om det inte finns någon kunskap eller om det vetenskapliga underlaget är bräckligt eller tvetydigt. Men även om det finns ett vetenskapligt stöd för en viss åtgärd har den berörda personen tolkningsföreträde. .
Den professionelles erfarenheter och kunskaper har också betydelse. Dit hör skicklighet i att identifiera (diagnostisera) klientens problematik, att söka och värdera evidens samt förmåga att inkludera klientens intressen och önskemål i beslutsfattandet.
Haynes med kollegor har betonat att det inte är evidens som fattar beslut utan människor, vilket fokuserar på beslutsprocessen snarare än evidens och evidenshierarkier. Beslutsprocessen har beskrivits i form av fem steg:
1. Formulera behovet av information till en fråga som går att besvara.
2. Leta upp bästa tillgängliga kunskap för att besvara frågan.
3. Värdera den kunskap som finns med tanke på dess praktiska betydelse och användbarhet.
4. Integrera denna kritiska värdering med den egna professionella kompetensen, den berörda personens unika förutsättningar och önskemål.
5. Utvärdera den egna insatsen och effektiviteten vid utförandet av de fyra föregående stegen och sträva efter att förbättra arbetet.

EBP är ett alternativ till en praktik där professionella bestämmer ensamma utan insyn och utan hänsyn till de senaste vetenskapliga rönen. Istället för att söka efter ett vetenskapligt stöd för en viss uppfattning om val av insats innebär EBP att den professionelle systematiskt söker efter bästa möjliga vetenskapliga evidens om vilken åtgärd som är lämpligast för den enskilde individen. Denna evidens är en utgångspunkt men inte nödvändigtvis slutpunkt.

## Vanliga missförstånd
Det finns flera missförstånd om EBP.] Ett första är att EBP är detsamma som evidensbaserade åtgärder. Kunskap om åtgärders genomsnittliga effekter kan endast ge en allmän information om val av åtgärd. Att bara använda en informationskälla strider mot EBP:s mål om att ge brukarna och patienterna bästa möjliga vård. Däremot är vetenskaplig kunskap om åtgärders effekter en viktig utgångspunkt vid beslutsfattande om den enskilde personen.
Ett annat missförstånd är att EBP ger entydiga besked för beslutsfattandet. Den vetenskapliga kunskapen om medicinska och sociala insatsers effekter är begränsad. Dessutom kommer en begränsad del av den vetenskapliga kunskapen om insatsers effekter att ha ett bestående vetenskapligt värde; inom medicin uppskattas hälften av dagens kunskapsmassa vara inaktuell, felaktig eller irrelevant om tio år. Vi kan därför utgå från att det aldrig kommer att finnas en heltäckande kunskap om vad som fungerar och vad som inte fungerar. Eileen Gambrill (1997) har därför träffande beskrivit evidensbaserad praktik som ett förhållningssätt till osäkerhet vid beslutsfattande.
Ett tredje missförstånd är att EBP är ett ”top-down” perspektiv där professionella ska utföra det andra bestämt. EBP handlar om att integrera bästa vetenskapliga kunskap med klientens unika förutsättningar och önskemål samt den professionelles erfarenhet och kompetens. Vetenskaplig evidens kan inte ersätta de andra kunskapskällorna, endast bistå i beslutsfattandet. EBP handlar om ”bottom-up”.
Ett fjärde missförstånd är att det endast är randomiserade kontrollerade studier som ger information om åtgärders effekter (evidens). Det finns en evidenshierarki som vägledning för beslutsfattande, där evidens högt upp i hierarkin ska prioriteras och det ska vara transparent vilken evidensnivå beslut grundas på.